# 星野大地
星野 大地（ほしの だいち、1993年3月13日 - ）は、岡山県岡山市出身の元プロ野球選手（投手）。
実兄は元東京ヤクルトスワローズの星野雄大。

## 経歴

### プロ入り前
1993年3月13日岡山市で生まれた。
岡山市立平福小学校で1年生からソフトボールを始め、小学校4年生時に野球へ転向。
岡山市立福浜中学校に進学後、軟式野球部に所属し主に捕手としてプレーしていた。
岡山東商高に進学すると、2年時の春に捕手から投手へ転向。秋に本格転向し、控え投手ではあったがリリーフとして中国大会8強入りに貢献。3年時の春は県大会優勝、中国大会4強入りと力を着け、夏に期待がかかったが岡山県予選準々決勝で敗退。甲子園出場は果たせなかった。
2010年10月28日、プロ野球ドラフト会議にて福岡ソフトバンクホークスから4位指名を受ける。
年末のメディカルチェックで右肘側副靱帯の損傷が判明した。

### プロ入り後
2011年、新人合同自主トレを1月14日まで参加した。1月18日に群馬県内の病院で右肘関節の内側側副靭帯再建手術（トミー・ジョン手術）を受けた。同年はリハビリに費やし実戦登板はなかった。
2012年、4月2日、三軍の対履正社学園(社会人野球)戦で9回から登板し1回を3者凡退に抑えて実戦復帰を果たした。5月3日、ウエスタン・リーグ対広島東洋カープ戦に6回から2番手で二軍公式戦初登板し、2回を投げ1失点だった。同年の二軍公式戦出場はこの1試合のみに終わった。5月12日に三軍の対高知ファイティングドッグス戦で先発して7イニングを投げ2失点に抑えた。最終的に三軍で22試合に登板し、42回1/3を投げ防御率4.04、WHIP1.51を残した。
2013年、春季キャンプはB組で迎えたが、A組の紅白戦に呼ばれ、先頭中原恵司に四球を出したものの城所龍磨、金子圭輔から三振を奪い打者3人を無失点に抑えてアピールした。開幕から二軍の守護神を務め、4月23日までの9試合12イニングで防御率0.00、WHIP0.83、1勝5セーブと好成績を挙げていたため4月25日に一軍へ昇格した。同日の対北海道日本ハムファイターズ戦で9回5点ビハインドからクリーンナップを迎えて6番手でプロ初登板し、小谷野栄一をピッチャーゴロ、中田翔に四球、ミチェル・アブレイユを併殺に打ち取り1回を無失点に抑えた。その後2度抹消され、6月28日に再昇格。6月30日か5試合登板し、うち3試合で失点し8月2日に再び二軍降格された。その間7月18日に秋田こまちスタジアムで行われたフレッシュオールスターゲームにも出場した。9月5日に再昇格して同日の試合に出たが無死三塁から3失点し翌9月6日に二軍へ降格。一軍出場は7試合に終わった。二軍では34試合に出場し16セーブ(リーグ2位)を挙げたが防御率は4.85、WHIP1.59だった。オフはプエルトリコのウィンターリーグに派遣され、11月3日から12月18日までの16試合に中継ぎとして出場し、0勝1敗5セーブ5ホールド、防御率2.82、WHIP0.90の成績を残した。
2014年、5月20日に一軍昇格したが登板機会なく5月25日に抹消。8月16日に再昇格、対埼玉西武ライオンズ戦の2試合で僅差ビハインドから登板し無失点と好投。8月22日の対千葉ロッテマリーンズ戦では延長11回同点・クリーンナップからの場面に抜擢されたが、二死一二塁とした所で7番今江敏晃に投じたフォークボールが抜けてサヨナラ打を浴び、プロ入り初黒星を喫した。9月4日に二軍降格となり、同年の一軍出場は4試合に終わった。二軍では33試合に出場し、防御率4.20、WHIP1.48だった。
2015年、春季キャンプはA組に抜擢、オープン戦でも4試合に中継ぎで投げ、1勝0敗2セーブを挙げたが、開幕一軍登録とはならなかった。シーズン中は右肩痛など度重なる故障に見舞われて、一軍登板はなく、ウエスタン・リーグでも僅か4試合の登板しかなかった。
2016年、オープン戦においての登板なしで開幕を迎え、今シーズンも一軍での登板はなかったが、ウエスタン・リーグにおいて、42試合に登板し、50回2/3を投げ、2勝3敗4セーブの成績を残した。
2017年、4月に腰を負傷したため、一軍公式戦への出場機会はなく、二軍戦で6試合の登板 、三軍戦においても僅か8試合の登板にとどまった。10月3日に球団から戦力外通告を受けた。奇しくも、兄の星野雄大（ヤクルト）も同じ日に戦力外通告を受けている。

### 現役引退後
戦力外通告後は野球からは離れ、岡山東商高時代に取得した情報処理の資格を生かし、ソフトバンク本社の社員として再出発する。
2019年よりSUNホールディングスのコーチに就任したが、現在は退団している。

## 選手としての特徴・人物
最速153km/hで伸びのあるストレートを中心にスライダー、フォークボール、時折混ぜるカーブで攻めるオーソドックスなスタイルで、絶対的に武器になる球種があるわけではない。2013年の春季キャンプではチェンジアップを使い三振を奪った。2014年の秋季キャンプから縦に落ちる速いカーブ（ホシボール）のような変化球の習得に取り組んだ。気持ちを前面に押し出す投球が持ち味である。
入団当初は先発への憧れもあったが、抑えとして試合を締めることに魅力を感じるようになった。

## 詳細情報

### 年度別投手成績
| 年 度     | 球 団        | 登 板 | 先 発 | 完 投 | 完 封 | 無 四 球 | 勝 利 | 敗 戦 | セ 丨 ブ | ホ 丨 ル ド | 勝 率 | 打 者 | 投 球 回 | 被 安 打 | 被 本 塁 打 | 与 四 球 | 敬 遠 | 与 死 球 | 奪 三 振 | 暴 投 | ボ 丨 ク | 失 点 | 自 責 点 | 防 御 率 | W H I P |
| --------- | ------------ | ----- | ----- | ----- | ----- | -------- | ----- | ----- | -------- | ----------- | ----- | ----- | -------- | -------- | ----------- | -------- | ----- | -------- | -------- | ----- | -------- | ----- | -------- | -------- | ------- |
| 2013      | ソフトバンク | 7     | 0     | 0     | 0     | 0        | 0     | 0     | 0        | 0           | ----  | 41    | 9.1      | 10       | 1           | 5        | 0     | 3        | 5        | 0     | 0        | 6     | 6        | 5.79     | 1.61    |
| 2014      | ソフトバンク | 4     | 0     | 0     | 0     | 0        | 0     | 1     | 0        | 0           | .000  | 16    | 4.0      | 1        | 0           | 3        | 1     | 0        | 3        | 0     | 0        | 1     | 1        | 2.25     | 1.00    |
| 通算：2年 | 通算：2年    | 11    | 0     | 0     | 0     | 0        | 0     | 1     | 0        | 0           | .000  | 57    | 13.1     | 11       | 1           | 8        | 1     | 3        | 8        | 0     | 0        | 7     | 7        | 4.73     | 1.43    |

### 記録
- 初登板：2013年4月25日、対北海道日本ハムファイターズ6回戦（福岡 ヤフオク!ドーム）、9回表に6番手で救援登板、1回無失点
- 初奪三振：2013年6月30日、対千葉ロッテマリーンズ12回戦（QVCマリンフィールド）、7回裏に根元俊一から空振り三振

### 背番号
- 56 （2011年 - 2017年）

### 登場曲
- 「Baby,Baby,LOVE」KG （2013年）
- 「Timber (feat. Ke$ha)」Pitbull （2014年）
- 「仁義なき戦いのテーマ」津島利章 （2015年 - ）